# Ein Mann wie Sprengstoff
Ein Mann wie Sprengstoff ist ein US-amerikanisches Liebesdrama aus dem Jahre 1949. Der von King Vidor mit Gary Cooper in der Hauptrolle inszenierte Film nach dem Roman Der ewige Quell (The Fountainhead, 1943) von Ayn Rand handelt von einem Architekten, dessen Visionen einer modernen Architektur bei seinen Zeitgenossen auf wenig Gegenliebe stoßen. Das Buch und der Film sind dabei eng an die Lebensgeschichte Frank Lloyd Wrights angelehnt.

## Handlung
Der junge Architekt Howard Roark wird auf Grund seiner zu modernen Entwürfe von der Akademie verwiesen. Seine Baukunst, die Elemente des Internationalen Stils aufweist, lehnt sich an keinerlei Vorbild an, was seine Lehrmeister entschieden ablehnen. Deren Ansicht ist, dass sich gute Architektur an Althergebrachtem orientieren müsse und die klassischen Auffassungen kopieren sollte.
Sein Freund und Berufskollege Peter Keating, der sich angepasst hat, um zu überleben, rät ihm, das Gleiche zu tun. Doch Roark hat seine eigenen Visionen, und der Architekt Henry Cameron ist der einzige, der seine Auffassungen teilt und ihm eine Stellung anbietet.
Jahre später ist Cameron an der Borniertheit der Zeitgenossen und an der Meinungsführerschaft des mächtigen Verlegers Gail Wynand zerbrochen. Roark, der inzwischen das Büro übernommen hat, kann sich aufgrund seiner Kompromisslosigkeit und seiner Weigerung, sich den Baumoden anzupassen, finanziell nur mühsam über Wasser halten. Auch der erneute Rat seines Freundes Keating, der inzwischen Partner in einem erfolgreichen Architekturbüro geworden ist, kann ihn nicht überzeugen. Selbst als er kurz davor steht, einen lukrativen Auftrag für einen neuen Wolkenkratzer der Security Bank zu erhalten, nimmt er davon Abstand, als der Aufsichtsrat ihn bittet, ein klassizistisches Sockelgeschoss und historisierende Verblendungen in sein Konzept aufzunehmen.
Der einflussreiche und selbstherrliche Architekturkritiker Ellsworth Toohey, der der Bank Roark empfohlen hatte, jedoch nur, um ihn scheitern zu sehen, schlägt dem Mehrheitsaktionär der Bank, dem zynischen Verleger Gail Wynand, als Alternative Peter Keating vor, doch Wynand hält diesen und auch Toohey für Mittelmaß. Er möchte das Urteil von Keatings Verlobter Dominique Francon einholen, die wie Toohey für seine Zeitung, den New York Banner, als Kolumnistin arbeitet.
Ms Francon, Tochter von Keatings Partner und eine seelisch verhärtete Frau, ist desillusioniert über die Durchschnittlichkeit der modernen Welt. Sie liebt Keating nicht wirklich und hält ihn wie Wynand für überschätzt und untalentiert. Bei einem gemeinsamen Abendessen mit Ms Francon stellt Wynand Keating den Bauauftrag in Aussicht, wenn er seine Verlobung löse. Keating willigt ein und Wynand bittet Dominique, ihn zu heiraten, was sie jedoch ablehnt.
Roark ist inzwischen bankrott und hat sich in einem Granitsteinbruch als Tagelöhner verdingt. Ms Francon, die in der Nähe ihren Urlaub im Sommerhaus ihres Vaters verbringt, besucht den Steinbruch und begegnet Roark, der sie sofort in seinen Bann zieht. Um ihn wiederzusehen, provoziert sie einen Defekt an einer Marmorplatte am Kamin. Als eine neue Platte geliefert wird und eingesetzt werden soll, ist sie wütend, dass ein anderer Arbeiter an Roarks Stelle kommt. Sie stellt Roark zur Rede und demütigt ihn. Als er später in ihr Haus kommt, lässt sie sich widerwillig küssen (die hier im Buch stehende, einer Vergewaltigung Dominiques durch Roark mindestens nahekommende Szene wäre in einem Film 1949 selbst andeutungsweise nicht möglich gewesen).
Als Roark eine Nachricht von dem Millionär Roger Enright bekommt, der mit ihm als Architekten ein Apartmenthochhaus plant, kündigt er seinen Job im Steinbruch. Da Dominique nicht mal seinen Namen kennt, verliert sie ihn aus den Augen. Der kompromisslos moderne Entwurf zum Enright Building lässt, entfacht von einer Kampagne des Banner, die von Toohey lanciert wird, die Volksseele kochen. Dominique, die sich als einzige für den Bau des ihr unbekannten Architekten ausspricht, stellt Toohey zur Rede, der einräumt, den Entwurf privat ebenfalls für großartig zu halten, aber in der Öffentlichkeit gegen zu viel Genialität zu Felde ziehen zu wollen. Auch als sie Gail Wynand bittet, die Kampagne zu stoppen, beißt sie auf Granit. Darauf kündigt sie ihre Stellung.
Bei einem Empfang zur Eröffnung des Baus begegnet sie schließlich Roark. Später in seiner Wohnung gesteht sie ihm, dass sie ihn einerseits liebt, diesen Umstand andererseits nicht ertragen kann, da sie sich so in Abhängigkeit und verletzlich glaubt. Aus dem gleichen Grund hasse sie auch seinen Entwurf, obwohl sie ihn eigentlich großartig fände. Sie ist nicht bereit sich zu binden, auch weil sie den ihrer Meinung nach unvermeidlichen Umstand nicht verwinden würde, Roark wegen seiner Individualität letztlich an der Borniertheit und am Neid der Öffentlichkeit scheitern zu sehen. So gibt sie schließlich dem Heiratsantrag Wynands nach. Sie sagt diesem ganz offen, dass sie ihn nicht liebt, was Wynand aber akzeptiert.
Roark, der zufällig die Trauung der beiden beobachtet hat, ist nach dem Enright-Projekt eine Zeit lang ohne Auftrag. An der Baustelle des städtischen Opernhauses, das sein Freund Keating entworfen hat und für das auch er in Betracht gekommen war, begegnet er dem Kritiker Toohey, der ihm seine Gründe für die Schmutzkampagne darlegen will, aber Roark lässt ihn links liegen. Nach einiger Zeit bekommt er schließlich eine Reihe von lukrativen Aufträgen, bis ihn eines Tages Gail Wynand damit beauftragt, eine luxuriöse Residenz für ihn und seine Frau zu entwerfen. Als Dominique ihm vorwirft, genau diesen Architekten damals mit der Kampagne belegt zu haben, kann sich Wynand zunächst nicht daran erinnern. Als sie jedoch sagt, Roark habe mit dem Enright-Building über ihn triumphiert, will Wynand aus gekränktem Stolz dessen Willen brechen und provoziert ihn, indem er ihm all seine Projekte für die Zukunft anbietet, die er jedoch in massenkompatiblem Stil bauen solle. Als Roark zum Schein darauf eingeht und basierend auf dem Entwurf für die Privatresidenz einen geschmacklosen griechischen Tempel skizziert, merkt Wynand, dass er mit seinem Plan gescheitert ist und gibt nach. So werden Roark und er schließlich sogar Freunde.
Keatings Stern ist in der Zwischenzeit gesunken. In seiner Verzweiflung sucht er Hilfe bei Toohey, der ihm durch seinen Einfluss ein Großprojekt für eine Sozialsiedlung verschaffen soll. Toohey willigt ein. Mit der Zeit jedoch bemerkt Keating, dass er den Anforderungen eines solchen Mammutentwurfes nicht gewachsen ist und bittet seinen früheren Freund Howard Roark um Hilfe. Der akzeptiert, die Bauten für die Siedlung unter Keatings Namen zu entwerfen, unter der Bedingung, dass an seinen Plänen keinerlei Detail verändert werde.
Howard Roark verbringt mittlerweile viel Zeit mit Dominique und Gail Wynand. Dominique, die ihren Mann zwar immer noch nicht liebt, sich aber an das Zusammenleben mit ihm gewöhnt hat, ist eifersüchtig, weil Howard und Gail so gute Freunde geworden sind. Als die zwei miteinander eine lange Reise mit Wynands Yacht machen, stellt der Verleger dem Architekten den Auftrag für einen lange geplanten Wolkenkratzer in Aussicht, den Wynand Tower, der nach Wynands Willen das höchste Gebäude der Stadt und sein Vermächtnis an die Stadt New York werden soll.
Keating muss sich in der Zwischenzeit mit den Bauherren der Siedlung plagen, die gegen seinen Willen und im Widerspruch zu seinem Versprechen an Roark Veränderungen an den Plänen durchsetzen – eine Reihe von der individuellen Wohnqualität dienenden Neuerungen werden gestrichen und durch die traditionellen Elemente billiger Mietskasernen ersetzt. Als Roark den ersten fertigen Bau sieht, reagiert er äußerlich gefasst, hat aber innerlich schon einen Entschluss getroffen. Als Dominique ihn in seinem Büro besucht, um ihm zu gestehen, dass sie ihn immer noch liebt und dass sie entschlossen sei, Gail zu verlassen, bittet Howard sie um einen Gefallen. Abends fährt sie zur Baustelle, um die Wache abzulenken. Dadurch kann Roark auf die Baustelle gelangen und sprengt dort das fertige Gebäude, um sich gleich anschließend freiwillig verhaften zu lassen.
In den Wochen vor Prozessbeginn versucht Toohey erneut, die Öffentlichkeit gegen Roark aufzubringen, indem er von der Aufgabe des Individuums und der bedingungslosen Unterordnung unter die Gemeinschaft predigt und indem er die Vernichtung eines Menschen vom Schlage Roarks verlangt. Wynand dagegen will zum ersten Mal in seinem Leben zu seinen Überzeugungen stehen und startet mit seiner Zeitung eine Kampagne zur Verteidigung Roarks. Auch Dominique will nun zu Howard stehen, was der jedoch ablehnt, um sie und ihren Mann vor dem Volkszorn zu schützen.
Ellworth Toohey, der in der Zwischenzeit von Wynand entlassen wurde, setzt Keating unter Druck und eröffnet ihm, dass es ihm in Wirklichkeit um Macht geht und um die Möglichkeit, die Massen niederzuhalten und zu kontrollieren. Er bringt Keating dazu, ein Geständnis zu unterschreiben, in dem dieser die Urheberschaft der Siedlungspläne von Roark zugibt. Als diese Nachricht die Runde macht, wollen sie auch die Redakteure des Banner als Schlagzeile bringen, was Wynand nur knapp verhindern kann, weil Tooheys Einfluss auf die Redaktion in der Zwischenzeit trotz seines Fehlens enorm zugenommen hatte.
Die Öffentlichkeit boykottiert den Banner, aber Wynand ist entschlossen, weiter zu kämpfen, selbst als der Großteil der Reporter aus Protest kündigt. Aber auch Dominique, die ihre Hilfe anbietet, kann nicht verhindern, dass Gail auf Druck des Aufsichtsrates der Zeitung schließlich nachgibt und der Banner sich der herrschenden Meinung anschließt.
Vor Gericht, wo er darauf besteht, sich selbst zu verteidigen, hält Roark schließlich ein flammendes Plädoyer für Individualismus und die schöpferische Kraft des einzelnen Menschen. Er wird daraufhin von den Geschworenen für nicht schuldig befunden. Während sich Dominique überglücklich zeigt, verlässt Gail, der die Verhandlung von der letzten Reihe beobachtet hat, verbittert den Gerichtssaal in dem Bewusstsein, wieder einen Kampf verloren zu haben, auch wenn er am Ende dazu gezwungen wurde.
Roger Enright hat in der Zwischenzeit das Siedlungsgelände gekauft und überträgt Roark die Verantwortung, die Siedlung so zu errichten, wie er es ursprünglich geplant hatte. Wynand bittet Roark in sein Büro, wo er ihm mitteilt, dass der Banner sein Erscheinen eingestellt habe, und ihm distanziert und teilnahmslos den Auftrag für das Wynand Building überträgt. Darüber hinaus wolle er Roark nicht wiedersehen. Das Gebäude solle jedoch den Individualismus ausstrahlen, der ihm selbst zeit seines Lebens abgegangen sei. Als Roark das Büro verlassen hat, schießt sich Wynand eine Kugel in den Kopf.
Schließlich heiraten Howard und Dominique und begutachten gemeinsam die Fertigstellung des Wynand Buildings.

## Hintergrund

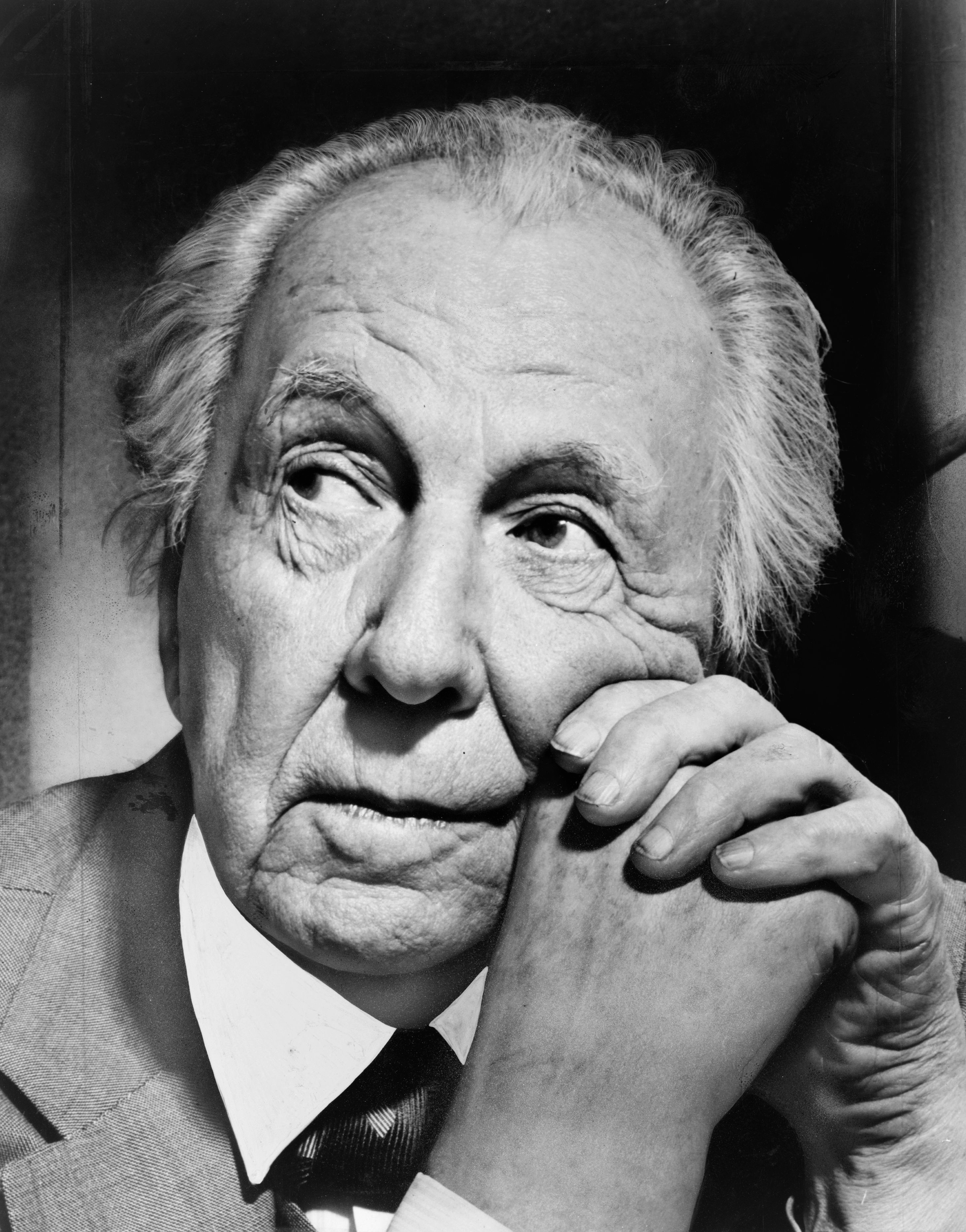
Frank Lloyd Wright

Die Figur des Architekten Howard Roark war in diesem Film wie auch im zugrunde liegenden Buch von Frank Lloyd Wright inspiriert, dessen Bauten zum Teil als Vorbild für die auf der Leinwand gezeigten Modelle genommen wurden. Wright war Schüler von Louis Sullivan, dessen Leitsatz Form Follows Function als Hommage leicht verändert dem sterbenden Henry Cameron in den Mund gelegt wurden.
Wright sollte ursprünglich Szenenbildner des Films werden, was aber an seinen überzogenen Gagenforderungen scheiterte. So wurde Edward Carrere engagiert, der sich an den Arbeiten Wrights und an Entwürfen zum Chicago Tribune Tower orientierte. So ähnelt einer von Roarks Bauten eher sachlich-nüchternen Wettbewerbsbeiträgen von Walter Gropius oder Bernard Bijvoet, während die traditionellen Bauten von Roarks Zeitgenossen sich dem Siegerentwurf für das Tribune-Hochhaus von Raymond Hood annähern.
Die Bewertung und Einordnung der Architektur stellt einen wesentlichen Unterschied zwischen Roman und Film dar. Während im Roman Roarks materialgerechter und erdverbundener Stil deutlich gegen die kühlere europäische Moderne abgesetzt wird und das Streben nach ursprünglicher Architektur verdeutlichen soll, stehen im Film gerade die strengen europäischen Formen für Individualität und werden zu den überladenen Entwürfen von Roarks Zeitgenossen, die mit einem verweichlichten Festhalten an alten Normen verglichen werden, in Kontrast gesetzt. So wirken auch die Projekte von Roarks Lehrmeister Cameron wie ein Vorgriff auf den Brutalismus der 1950er Jahre.

## Rezeption
Der Film wurde von Juli bis Oktober 1948 gedreht und startete im Juli 1949 in den US-Kinos.    Die zeitgenössischen Kritiken fielen eher negativ aus. Neben dem Vorwurf der hölzernen Darstellung von Gary Cooper und kritischen Anmerkungen zur Besetzung allgemein lehnte vor allem die Architektur-Fachpresse den Film wegen teils unrealisierbarer und zu kühner Entwürfe ab. Auch das Bild des Architekten, das hier gezeichnet werde, sei zu einseitig und es wurde die Frage gestellt, ob ein Künstler sich die Freiheit nehmen dürfe, fremdes Eigentum zwecks Bewahrung der eigenen Integrität zu zerstören.
Frank Lloyd Wright, der sich über den Roman noch lobend geäußert und für die Autorin ein (nicht realisiertes) Haus entworfen hatte, distanzierte sich von dem Film vor allem wegen der Sprengungsszene:
„Ich will damit nichts zu tun haben. Ich stimme zwar der These zu, daß ein Künstler ein Recht auf sein Werk hat, aber hier ist sie zu weit gegangen. Es gibt meiner Philosophie einen falschen Beigeschmack. Sie wollte, daß ich für ihr Buch Stellung nehme, aber ich habe abgelehnt.“

## Kritiken
„Die Verfilmung eines seinerzeit äußerst erfolgreichen Bestsellers, der sich an der Biografie des Star-Architekten Frank Lloyd Wright orientiert, ist eine filmhistorisch bemerkenswerte Kuriosität: Mitten in einer Zeit, in der Hollywoods Filme von düsteren ‚film noir‘-Visionen geprägt sind, bietet sie ein von Optimismus geprägtes, flammendes Plädoyer für Individualismus und schöpferische Integrität. Inszenatorisch ist der Film eher holprig, und in der visuellen Symbolik und den prätentiösen Dialogen trägt er arg dick auf. Herausragend – auch in seinen Schwächen, da die Konstruktionen Wrights teils nivelliert wurden – ist indes seine Ausstattung: In keinem anderen Film Hollywoods wurde bis dahin der zeitgenössischen Architektur ein dermaßen eindrucksvoller dramaturgischer Raum zugewiesen.“